# Pallacanestro alla XXIV Universiade
Il torneo di pallacanestro della XXIV Universiade si è svolto a Bangkok, Thailandia, dal 7 al 18 agosto 2007.

## Medagliere
| Posizione | Paese     |   |   |   | Totale |
| --------- | --------- | - | - | - | ------ |
| 1         | Lituania  | 1 | 0 | 0 | 1      |
| 2         | Australia | 1 | 0 | 0 | 1      |
| 3         | Serbia    | 0 | 1 | 0 | 1      |
| 4         | Russia    | 0 | 1 | 0 | 1      |
| 5         | Canada    | 0 | 0 | 1 | 1      |
| 6         | Polonia   | 0 | 0 | 1 | 1      |
| Totale    | Totale    | 2 | 2 | 2 | 6      |